# جين رومتي
فرجينيا ماري «جين» Ginni Rometty (مواليد: 29 يوليو، 1957)،  هي مسئولة تنفيذية أميركية. تشغل جيني حاليًا منصب الرئيس والمدير التنفيذي لشركة أي بي إم منذ يناير 2012، وتعد أول امرأة تتقلد هذا المنصب.
وفي وقت سابق، شغلت ماري مناصب عدة منها: منصب نائب أول للرئيس؛ وإدارة المجموعة الإدارية للمبيعات والتسويق، ووضع الاستراتيجيات بالشركة ذاتها. صنفتها مجلة فورتشن كأكثر النساء تأثيرًا في مجال الأعمال لثمان سنوات متتالية، في المرتبة الأولى عام 2012. بالإضافة إلى ذلك، صنفتها مجلة فوربس ضمن أكثر مائة سيدة تأثيرًا في عام 2014. وكانت أيضًا ضمن تصنيف المائة التابع لمجلة التايم،  وضمن تصنيف مجلة بلومبرج لقائمة ال50 الأكثر تأثيرًا في سبتمبر 2012.
قررت شركة آي بي إم تعيين فرجينيا رومتى لتكون رئيسة مجلس إدارة الشركة بداية من أول أكتوبر المقبل لتحل محل ساموال بالمانيو، الذي قرر إنهاء خدمته في شهر ديسمبر المقبل، علماً بأن فيرجينيا رومتي قد شغلت منصب الرئيسة التنفيذية للشركة منذ شهر يناير الماضى، وكانت أول امرأة ترأس شركة تكنولوجيا ضخمة. يذكر أن رومنتى التحقت بالعمل في شركة آي بي إم عام 1981 كمهندسة بعد اشتغالها في شركة جنرال موتورز عقب تخرجها من الجامعة مباشرة ثم التحقت بالعمل في شركة آي بي إم للاستشارات في عام 1991 وشغلت عدة مناصب قيادية في الشركة مثل الخدمات والمبيعات والتسويق.
تعد رومتي أول سيدة تحصل على منصب المدير التنفيذي لإحدى الشركات الكبرى في وادي السيلكون، ويعتبر أكتوبر الماضي علامة فارقة في تاريخ نساء العالم عند تعيين «رومتي» في هذا المنصب في شركة «IBM» الشهيرة. و«رومتي» ليست مهندسة ناجحة فقط، لكنها أيضًا عالمة وخبيرة وإدارية ناجحة للغاية.

## حياتها المبكرة والمسار التعليمي
تخرجت رومتي في كلية روبرت ماكورميك للهندسة والعلوم التطبيقية بجامعة نورث وسترن، إلينوي عام 1979؛ بتقدير مع مرتبة الشرف. حصلت أيضًا على درجة البكالريوس في علوم الحاسب والهندسة الكهربائية. ويشار إلى كونها عضوة في نادي كابا جاما النسائي بجامعة مونموث، لتشغل لاحقًا إدارته.

## حياتها العملية

شعار شركة أي بي إم

عقب تخرجها عام 1979، التحقت رومتي للعمل بمؤسسة جنرال موتورز. وفي 1981، عملت رومتي لصالح شركة أي بي إم كمهندسة أنظمة في مكتب ديتوريت التابع للشركة. وبحلول عام 1991، كانت فرجينيا إحدى أعضاء المجلس الاستشاري للشركة. وفي 2002، حاربت لشراء أكبر الشركات الاستشارية في عالم الأعمال، شركة برايس وتر هاووس كوبرز، مقابل 3.5 مليار دولار.
شغلت رومتي منصب نائب أول لرئيس الشركة، وتولت إدارة المجموعة الإدارية للمبيعات والتسويق، ووضع الاستراتيجيات الخاصة بالشركة. «ويرجع الفضل إلى رومتي ف مساعدتها الشركة على الانخراط في عالم الحوسبة السحابية، والعمليات التحليلية. عملت أيضًا على تجهيز واتسون –أحد أنواع الحاسوب- لبرنامج الترفية»المحك «، وذلك ضمن أغراض ترفيهية وتجارية.» 
وفي 25 أكتوبر 2011، أعلنت شركة أي بي إم عن رئيسها ومديرها التنفيذي القادم رومتي، وتنحية سام بالميسانو عن منصبه كمدير للشركة مع احتفاظه بمنصبه كرئيس.
كان تعيين رومتي مديرة تنفيذية لشركة أي بي إم هو الأول من نوعه. وعن ترقيتها، علق بالميسانو قائلًا: «حصلت جيني على الترقية لأنها تستحق ذلك... فقد جذبت الأنظار حيال ما فعلته السياسات التقدمية الاجتماعية».
وفي 26 سبتمبر 2012، أعلنت شركة أي بي إم تقلد رومتي منصب رئيسة الشركة علاوة على منصبها كمديرة تنفيذية للشركة؛ في حين كان يستعد بالميسانو للتقاعد نهاية 2012. وقد تولت مهام منصبها كلائيسة للشركة ومديرة تنفيذية بحلول أول أكتوبر من العام 2012. وهذه هي المرة الأولى التي تشغل فيها امرأة أبرز منصب في الشركة، وستضع تلك الخطوة رومتي في مصاف أقوى النساء في الشركات الأميركية إلى جانب ميغ ويتمان، التي عينت مؤخرا رئيسة تنفيذية لـ«هيوليت باكرد»، وإندرا نويي الرئيسة التنفيذية لشركة «بيبسيكو» وأورسولا برنز الرئيسة التنفيذية لشركة «زيروكس كورب».
وقال بالميسانو:«قادت جيني رومتي بنجاح عددا كبيرا من أهم أنشطة (آي بي إم) التجارية على مدار العقد الماضي».
حققت رومتي نجاحًا مبهرًا وحتى يومنا هذا، إذ أعلنت شركة آي بي إم زيادة أرباحها خلال الربع الأخير من العام الماضي، بنسبة 6,3%، على الرغم من التراجع الطفيف في الإيرادات. ذكرت الشركة التي تعرف عادة باسم «بيج بلو» (الأزرق الكبير) أن أرباح الربع الأخير من العام الماضي بلغت 5,83 مليار دولار، مقابل 5,49 مليار دولار العام السابق، في حين تراجعت الإيرادات بنسبة 0,6% إلى 29,3 مليار دولار. وقالت فرجينيا رومتي الرئيسة التنفيذية للشركة إن الأرباح الكبيرة تعكس تحول الشركة نحو الأسواق الأعلى قيمة. وأضافت رومتي في بيان «تقدم أداؤنا خلال الربع الأخير وخلال العام الماضي ككل، بفضل نمونا الاستراتيجي في الأسواق المتقدمة، مثل تحليل البيانات وسحابات الحوسبة وحلول الكوكب الأذكى التي تدعم تحولنا المستمرة نحو القطاعات ذات القيمة الأعلى». وكانت إيرادات الشركة الأميركية في الأسواق الصاعدة مثل البرازيل والهند والصين وروسيا زادت بنسبة 7%، في حين زادت الإيرادات في آسيا بنسبة 4%، وتراجعت في أوروبا بنسبة 5%، ولكنها استقرت في الولايات المتحدة.

## المجالس التي التحقت بها
كانت رومتي إحدى أعضاء مجلس الأمناء بمدرستها الأم الواقعة في جامعة نورث وسترن؛ وإحدى أعضاء مجلس الإشراف لمركز ميموريال سلون-كيترينج لعلاج السرطان؛  وعضوة بمجلس الحماية بأمريكا الاتينية، التابع لمؤسسة الحفاظ على الطبيعة الخيرية الواقع بمقاطعة أرنلغتون بولاية فرجينيا الأمريكية. كانت رومتي ضمن لجنة ديمنغ كب التابعة لكلية كولومبيا للأعمال، التي تعترف بالأفراد الذين ساهموا إسهامًا عظيمًا في مجال براعة العمليات. وبين عامي 2009 و2009، عملت رومتي بمجلس بالمجموعة العالمية الأمريكية.

## حياتها الشخصية
تزوجت رومتي من مارك أنطوني رومتي، مستثمر رئيس بشركة بام للنفط. والجدير بالذكر أنهما لم ينجبا.

## روابط خارجية
- جين رومتي على موقع مونزينجر (الألمانية)
- جين رومتي على موقع إن إن دي بي (الإنجليزية)